# Joaquín Vives y Tutó
Joaquín Vives y Tutó (San Andrés de Llevaneras, 1852-Barcelona, 1923) fue un capuchino español, hermano de José Vives y Tutó.

## Biografía
Nacido en la localidad barcelonesa de San Andrés de Llevaneras el 14 de abril de 1852, fue hermano de José Vives y Tutó, que se terminaría convirtiendo en cardenal. Tomó el hábito de la orden capuchina en Guatemala en 1871. Marchó a California y fue nombrado por sus hermanos de hábito segundo conductor y procurador de la expedición de capuchinos al Ecuador, cuando fueron llamados por el general Moreno. Llamado a España, fue propuesto en 1881 para comisario apostólico de esta. En 1886 visitó las islas Carolinas, y en la década de 1890 era provincial de Castilla. Escribió una relación de su viaje a las Carolinas, que constaba de 17 capítulos, y publicó en la revista Analecta (Roma), además de dar a luz varias cartas pastorales y fundar en Madrid la revista mensual Mensajero Seráfico. Falleció el 13 de junio de 1923 en Sarriá.